# Cynomops paranus
Cynomops paranus es una especie de murciélago de la familia Molossidae.

## Distribución geográfica
Se encuentra en Panamá, Colombia, Venezuela, Guyana, Surinam, Guayana Francesa, Brasil, Perú, Ecuador, Bolivia, Paraguay y Argentina.